# Halima Attoumane
Halima Attoumane, née le 1er décembre 1995 à Domoni, est une footballeuse internationale comorienne évoluant au poste d'attaquante.

## Biographie
Halima Attoumane, surnommée Puyol, commence à pratiquer le football très jeune malgré l'opposition de sa famille.

### Carrière en club
Sa première équipe est le FC Domoni qui évolue au niveau régional. En 2018, elle rejoint l'Ouvanga Espoir de Moya. Elle y remporte le championnat des Comores à trois reprises, en 2018, 2019 et 2021 et la Coupe des Comores en 2021. Ayant des relations tendues avec le président du club, elle retourne au FC Domoni en 2024, puis devient la même année joueuse du FC Mwali Mdjini, obtenant une nouvelle fois le titre de championne des Comores 2024.

### Carrière en sélection
Halima Attoumane fait partie de l'équipe des Comores féminine de football remportant le tournoi féminin de l'UFFOI en 2018, en remportant son premier match contre Maurice sur le score de 3-0, et battant l'équipe de la région autonome de Rodrigues sur le score de 6-0 ; elle inscrit deux buts dans ce tournoi,.